# Gemeinsame Normdatei
Die Gemeinsame Normdatei (GND) ist eine Normdatei für Personen, Körperschaften, Kongresse, Geografika, Sachschlagwörter und Werktitel, die vor allem zur Katalogisierung von Literatur in Bibliotheken dient, zunehmend aber auch von Archiven, Museen, Projekten und in Web-Anwendungen genutzt wird. Sie wird von der Deutschen Nationalbibliothek (DNB), allen deutschsprachigen Bibliotheksverbünden, der Zeitschriftendatenbank (ZDB) und zahlreichen weiteren Institutionen kooperativ geführt. Normdaten erleichtern die Katalogisierung, bieten eindeutige Sucheinstiege und die Möglichkeit der Vernetzung unterschiedlicher Informationsressourcen.
Die GND löste am 19. April 2012 die bis dahin getrennt geführten Verzeichnisse Personennamendatei (PND), Gemeinsame Körperschaftsdatei (GKD), Schlagwortnormdatei (SWD) und Einheitssachtitel-Datei des Deutschen Musikarchivs (DMA-EST) ab. Seit Juli 2014 werden die Normdaten nach den RDA-Regeln erfasst, die unter anderem auch von der Library of Congress verwendet werden.

## Grundlagen

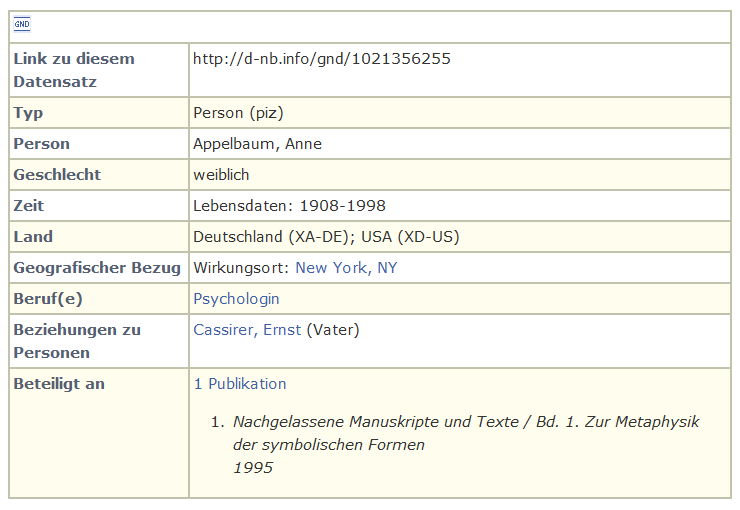
Beispiel Personendaten (Screenshot, Mai 2012)

Die Gemeinsame Normdatei wurde von 2009 bis 2012 in einem gemeinsamen Projekt der Deutschen Nationalbibliothek, der deutschsprachigen Bibliotheksverbünde sowie der Zeitschriftendatenbank entwickelt. Ziel des Projekts war die Zusammenführung der bisher getrennt geführten Normdateien GKD, PND und SWD sowie der DMA-EST-Datei. Dabei sollten ein gemeinsames Datenformat realisiert und die vorhandenen Regelwerksunterschiede harmonisiert werden.
Der Erstellung von Normdatensätzen lagen früher unterschiedliche Regelwerke zugrunde. Dies waren die „Regeln für die alphabetische Katalogisierung“ (RAK-WB und RAK-Musik) für die Formalerschließung sowie die „Regeln für den Schlagwortkatalog“ (RSWK) für die Inhaltserschließung. Die uneinheitlichen Regeln zur Bildung der Vorzugsbenennung für die Formal- und Inhaltserschließung führten insbesondere im Bereich Körperschaften, Kongresse und Geografika zu redundanten Datensätzen in der GKD und der SWD. Daher wurden für die GND für die Fälle, in denen die Regeln der Formal- und Inhaltserschließung voneinander abweichen, Übergangsregeln erarbeitet, die eine gemeinsame Nutzung der Normdatensätze ermöglichen. Die Übergangsregeln berücksichtigten so weit wie möglich bereits die Regelungen der RDA (Resource Description and Access).
Auch die Datenformate der Normdateien, sowohl die Internformate als auch die Austauschformate, unterschieden sich teilweise beträchtlich. Das Austauschformat der GND basiert auf MARC 21 Authority. Durch die Zusammenführung aller Normdatensätze in der GND konnten die zuvor bestehenden Formatunterschiede überwunden werden. Bereits vorhandene parallele Datensätze aus den unterschiedlichen Normdateien können jedoch erst im Laufe der Zeit zusammengeführt werden.
Im Projekt Virtual International Authority File (VIAF) wird die GND mit anderen Normdateien virtuell zu einer internationalen Normdatei verbunden.

## Inhalt
Die Daten bestehen aus Entitäten und Aussagen zu diesen. Jede Entität hat einen Entitätstyp und mindestens einen Identifikator.

### Eigenschaften eines Datensatzes
Jeder Datensatz beschreibt eine Entität.

#### Entitätentypen
Die hier aufgeführten Entitätentypen entsprechen in Bibliotheken sogenannten Satzarten (Datensatzart).
In der Gemeinsamen Normdatei wird zu jeder Entitätenbeschreibung eine eindeutige Identifikationsnummer (IDN oder PPN; Grundlage für den Uniform Resource Identifier im Produktionssystem), eine normierte Vorzugsbenennung (früher auch: Ansetzungsform), abweichende Namensformen (Synonyme) und verschiedene beschreibende Attribute verzeichnet. Die Attribute werden möglichst als Relationen zu anderen Normdatensätzen abgelegt, wobei die Art der Beziehung jeweils codiert ist. Beispiele für relationierte Attribute sind Geburts- und Sterbeorte von Personen sowie ihre Berufe. Für Körperschaften können u. a. Vorgänger- und Nachfolgerbeziehungen, aber auch administrative Überordnungen angegeben werden. Bei Sachbegriffen werden Oberbegriffe und verwandte Begriffe verknüpft. Dadurch kann bei der Suche in einem Bibliothekskatalog auch Literatur zu angrenzenden Themen gefunden werden. Eine reichhaltige und treffende semantische und thematische (je nach Fach auch: an der Dogmatik orientierte) Aufarbeitung der GND-Einträge zueinander kommt der Qualität des Retrievals zugute.
Auf diese Weise entsteht ein semantisches Netz von miteinander in Beziehung stehenden Datensätzen (Linked Data), das sich besonders für die Nutzung im Web eignet, die Navigation innerhalb der Normdatei erlaubt und somit die Recherchemöglichkeiten für Nutzer verbessert.
Ende August 2019 wurde die Ansetzung von Tn-Sätzen für Personennamen eingestellt. Ein Jahr später, ab dem 19. Juni 2020, wurden die Verknüpfungen der Namendatensätze mit den Titeldaten gelöscht und durch Textstrings ersetzt. Seit Juli 2020 sind die Tns nicht mehr Bestandteil der Gemeinsamen Normdatei.
1. ↑  Die Abkürzung „Tn“ steht für „Thesaurus Name“ und bezeichnet nicht individualisierte Namensdatensätze. In der VIAF sind sie als „undifferentiated“ gekennzeichnet.

#### Entitätenuntertypen
Abgesehen von Personennamen kann jede Satzart durch die Angabe eines Entitätencodes in sich weiter differenziert werden. So kann ein Geografikum beispielsweise ein Staat oder ein Bauwerk sein. Insgesamt stehen sechs Entitätentypen zur Verfügung, die sich in rund 50 Untertypen gliedern.

#### Entitätencodierung
| Code     | Definition |
| -------- | --- |
| g        | Geografika |
| gib      | Bauwerke und Bauensembles, Monumentalplastiken, Denkmäler, Grabmäler u. ä. gemäß RSWK §730,1 |
| gif; gik | Gliedstaaten (sie werden immer mit „gik“ doppelt codiert) |
| gik      | Gebietskörperschaften und Verwaltungseinheiten |
| gil; gik | Länder, Staaten (selbstständig) (sie werden immer mit „gik“ doppelt codiert) |
| gin      | Natürliche geografische Einheiten, biogeografische und paläografische Einheiten, Namen von geografischen Teileinheiten mit Himmelsrichtung bzw. mit anderen Wendungen gemäß RSWK § 205, 1 und 2                                                            |
| gio      | Kleinräumige Geografika innerhalb eines Ortes, ausgenommen Bauwerke und Bauensembles |
| gir; gik | Geistliche Reichsfürstentümer (bis 1803), Verwaltungseinheiten der Ostkirche (sie werden immer mit „gik“ doppelt codiert) |
| giv; gik | Verwaltungseinheiten, die gemäß der EH-G-03 einen instantiellen Oberbegriff von dem Gattungsbegriff der Verwaltungseinheit bekommen (sie werden immer mit „gik“ doppelt codiert)                                                                           |
| giw      | Grenzen, Wege, Linien |
| gix      | Extraterrestrika |
| giz      | Alle geografischen Namen, die sich keinem der anderen Entitäten-Untertypen zuordnen lassen, Regionen und Gebiete gem. RSWK § 204a, einschließlich des Umlands einzelner Städte und Gemeinden                                                               |
| gxz      | Fiktive Orte |
| k        | Körperschaften |
| kif      | Firmen (ab Januar 2016) |
| kim      | Musikalische Körperschaften (ab Januar 2016) |
| kio      | Organe von Gebietskörperschaften |
| kip      | Projekte und projektähnliche Vorhaben und Programme |
| kiv; kir | Religiöse Verwaltungseinheiten (z. B. Diözesen der Katholischen Kirche; Ausnahme: Verwaltungseinheiten der Ostkirche, Verwaltungseinheiten der Ostkirche werden mit „gir“ und „gik“ codiert) (sie werden immer mit „kir“ doppelt codiert) (ab Januar 2016) |
| kiz      | Alle übrigen Körperschaften, die keinem anderen speziellen Entitätentyp zugehören |
| kxz      | Fiktive Körperschaften |
| p        | Personen |
| pif      | Familien |
| pik      | Regierende Fürsten, Mitglieder regierender Fürstenhäuser |
| pip      | Pseudonyme |
| pis      | Sammelpseudonyme |
| piz      | Personennamen, die keinem anderen speziellen Entitätentyp zugehören |
| pxg      | Götter |
| pxl      | Literarische Gestalten, Sagengestalten |
| pxs      | Geister |
| s        | Sachbegriffe |
| sab; saz | Musikalische Besetzung (gemäß RDA 6.15) (sie werden immer mit „saz“ doppelt codiert) (ab Januar 2016) |
| sad; saz | Datenträger (gemäß RDA 3.4.1.3 D-A-CH) (sie werden immer mit „saz“ doppelt codiert) |
| saf; saz | Formangaben zu Art des Inhalts (gemäß RDA 7.2.1.3 D-A-CH) (sie werden immer mit „saz“ doppelt codiert) |
| sag; saz | Musikalisches Genre (gemäß RDA 6.14.2.5.2 D-A-CH) (sie werden immer mit „saz“ doppelt codiert) (ab Januar 2016) |
| sam; saz | Musikalische Ausgabeform (gemäß RDA 7.20.1.3 D-A-CH) (sie werden immer mit „saz“ doppelt codiert) |
| saz      | Allgemeinbegriffe, d. h. alle Sachschlagwörter, die keinem anderen speziellen Entitätentyp zugehören |
| sie      | Ethnografika |
| sif      | Verkehrsmittel mit Individualnamen |
| sih      | Historische Einzelereignisse |
| sip      | Produkte und Markennamen außer Softwareprodukte („siw“) |
| sis      | Sprachen |
| siu      | Personengruppen, die keine Körperschaft sind |
| siw      | Softwareprodukte |
| siz      | Alle individuellen Sachverhalte, die als Sachbegriffe erfasst werden und sich keinem der anderen Entitäten-Untertypen zuordnen lassen, z. B. Wettbewerbe                                                                                                   |
| slz      | Buchstaben, Morpheme, Wörter als Gegenstand linguistischer Untersuchungen |
| snz      | Nomenklatur Biologie – Chemie |
| sxz      | Fiktive Sachbegriffe |
| szz      | Alle Zweifelsfälle für alle Entitäten |
| u        | |
| uiz      | Unkörperschaften (nur in Altdaten) |
| v        | Konferenzen und Veranstaltungen |
| vie      | Konferenzen, Veranstaltungen |
| vif      | Konferenzfolgen bzw. -reihen, Veranstaltungsfolgen bzw. -reihen w |
| w        | Werke |
| wid      | Druckermarken |
| wie      | Expression |
| wif      | Fassung eines Werks der Musik (ab Juli 2014 nicht mehr verwendet) |
| wim      | Werke der Musik |
| win      | Sammlungen |
| wip      | Provenienzmerkmale |
| wis      | Schriftdenkmäler |
| wit      | Werke |

#### Entitätsidentifikator
Jede Entität ist über mindestens einen Identifikator (GND-ID) eindeutig identifizierbar. Jeder Identifikator besteht maximal aus den Zeichen 0 bis 9, X und einem Bindestrich. Ein Identifikator für eine Entität vom Entitätstyp p besteht aus 9 oder 10 Zeichen, er beginnt immer mit einer 1, gefolgt von 8 oder 9 Ziffern, und endet mit einem Prüfzeichen 0–9 oder X.

#### Katalogisierungslevel
Jeder Datensatz ist mit einem Katalogisierungslevel zwischen 1 und 6 verknüpft. Je niedriger die Zahl, desto höher ist der Level des GND-Eintrags und desto besser ist der Datensatz aufgearbeitet.

### Ansetzung von Sachbegriffen
Die Ansetzung der bevorzugten Benennung stützt sich grundsätzlich auf die in der „Liste der fachlichen Nachschlagewerke für die Gemeinsame Normdatei“ aufgeführten Werke. Die Vorzugsbenennung von Sachbegriffen in der GND folgt dem allgemeinen Sprachgebrauch, wie er in Enzyklopädien (Brockhaus, Meyer, hilfsweise auch Wikipedia) nachweisbar ist; ausnahmsweise wird auf Begriffe aus der Fachsprache abgestellt. Synonyme können als Varianten oder sogenannte Quasisynonyme in die Einträge aufgenommen werden. Solange es zu einem Thema nicht genügend Titel gibt, wird zunächst versucht, neue Sachverhalte durch die Kombination mehrerer bereits verfügbarer Sachbegriffe in einer Schlagwortfolge auszudrücken, um Neuansetzungen so weit wie möglich zu vermeiden (sogenannte Zerlegungskontrolle). Dadurch wird die Kontinuität zur Beschlagwortung eines Themas in der älteren Literatur gewahrt, so dass ein Bezug zu älteren Titeln hergestellt werden kann. Erst wenn die Literatur zu einem Thema einen gewissen Umfang erreicht hat, wird ein neuer Sachbegriff eingeführt. Ändert sich der Sprachgebrauch, kann die Vorzugsbenennung angepasst werden.

### Umfang
Mengenangaben sind in den Jahresberichten der DNB und den Datenauszügen der GND zu finden.

#### Anzahl Entitäten nach Entitätentyp im Zeitablauf
Die Gemeinsame Normdatei enthält rund 9,1 Millionen Datensätze folgender Entitätentypen:
| Entitätentyp / Datum | Personen (individualisiert) | Personennamen (nicht individualisiert) | Personen und Personennamen (gesamt) | Körperschaften | Konferenzen und Veranstaltungen | Geografika | Sachbegriffe | Werke   | gesamt     |
| Entitätencode        | p                           | n                                      | –                                   | k              | v                               | g          | s            | w       | –          |
| -------------------- | --------------------------- | -------------------------------------- | ----------------------------------- | -------------- | ------------------------------- | ---------- | ------------ | ------- | ---------- |
| Juni 2013            | 2.882.000                   | 4.628.000                              | 7.510.000                           | 1.172.000      | 587.000                         | 293.000    | 202.000      | 193.000 | 9.957.000  |
| 2015                 | keine Angabe                | keine Angabe                           | 8.669.790                           | 1.240.852      | 619.610                         | 289.449    | 205.586      | 244.480 | 11.269.767 |
| 2016                 | keine Angabe                | keine Angabe                           | 10.546.959                          | 1.498.606      | 769.067                         | 295.027    | 207.149      | 287.204 | 13.604.012 |
| 2017                 | keine Angabe                | keine Angabe                           | 11.551.274                          | 1.493.823      | 786.180                         | 300.138    | 209.003      | 331.310 | 14.671.728 |
| 2018                 | keine Angabe                | keine Angabe                           | 12.032.087                          | 1.487.938      | 803.612                         | 305.543    | 211.339      | 367.574 | 15.208.093 |
| 2019                 | keine Angabe                | keine Angabe                           | 12.265.826                          | 1.490.830      | 826.579                         | 310.860    | 212.775      | 405.899 | 15.512.769 |
| Februar 2020         | 5.251.171                   | 7.046.133                              | 12.297.304                          | 1.491.072      | 829.548                         | 311.357    | 212.895      | 410.736 | 15.552.912 |
| Juni 2020            | 5.350.953                   | weggefallen                            | 5.350.953                           | 1.491.358      | 836.410                         | 313.058    | 213.257      | 425.718 | 8.630.754  |
| 2020                 | 5.467.413                   | weggefallen                            | 5.467.413                           | 1.493.057      | 846.449                         | 315.389    | 213.655      | 451.414 | 8.787.377  |
| 2021                 | 5.719.095                   | weggefallen                            | 5.719.095                           | 1.511.016      | 858.330                         | 319.409    | 204.074      | 485.878 | 9.097.802  |
| 2022                 | 5.937.788                   | weggefallen                            | 5.937.788                           | 1.525.288      | 863.703                         | 323.442    | 205.076      | 515.439 | 9.370.736  |
| 2023                 | 6.150.629                   | weggefallen                            | 6.150.629                           | 1.540.217      | 880.672                         | 326.828    | 204.618      | 541.651 | 9.644.615  |

#### Identifikatoren und Umlenksätze
Stand 13. Juni 2021 gibt es 465.790 Umlenksätze, veröffentlicht im Format RDF (JSON-LD) auf open.dnb.de/opendata. Damit sind einige Datensätze über mehrere GND-Identifikatoren referenzierbar.
| Datum      | Anzahl  | Anmerkung                 |
| ---------- | ------- | ------------------------- |
| 13.04.2021 | 461.335 |                           |
| 13.06.2021 | 465.790 |                           |
| 13.11.2021 | 472.485 | GND, Umlenksaetze ohne Tu |

#### Tripel
Die Dateien „authorities_lds“ enthalten Stand: 13. Juni 2021 13:20 Uhr UTC in 8.920.450 Datensätzen 163.131.042 Tripel.
| Zeitpunkt                | Datensaetze | Tripel      |
| ------------------------ | ----------- | ----------- |
| 13.06.2021 13:20 Uhr UTC | 8.920.450   | 163.131.042 |
| 13.10.2021 12:20 Uhr UTC | 9.014.666   | 165.639.860 |

## Nutzung und Schnittstellen
Die Gemeinsame Normdatei wird bei der Deutschen Nationalbibliothek gehalten. Die Bibliotheksverbünde haben den GND-Grundbestand einmalig in ihre Verbundsysteme eingespielt und beziehen seitdem die Aktualisierungen der Normdatei über das OAI-Verfahren. Die GND wird nicht nur von Bibliotheken, sondern auch von Archiven (bisher v. a. von wissenschaftlichen und Literaturarchiven), Museen und Redaktionen von Nachschlagewerken bearbeitet und erweitert. Die Mitarbeit erfolgt entweder über Bibliotheksverbünde oder nach Absprache mit der Deutschen Nationalbibliothek. Die Nutzung durch staatliche und kommunale Archive läuft (Stand 2015) erst an.
Die GND-Normdaten stehen auf der Website der DNB in den Formaten MARC 21 Authority, MARC21-xml und RDFxml entgeltfrei unter der Lizenz CC0 1.0 zur Verfügung.

## Institutionenübergreifende Integration von Normdaten

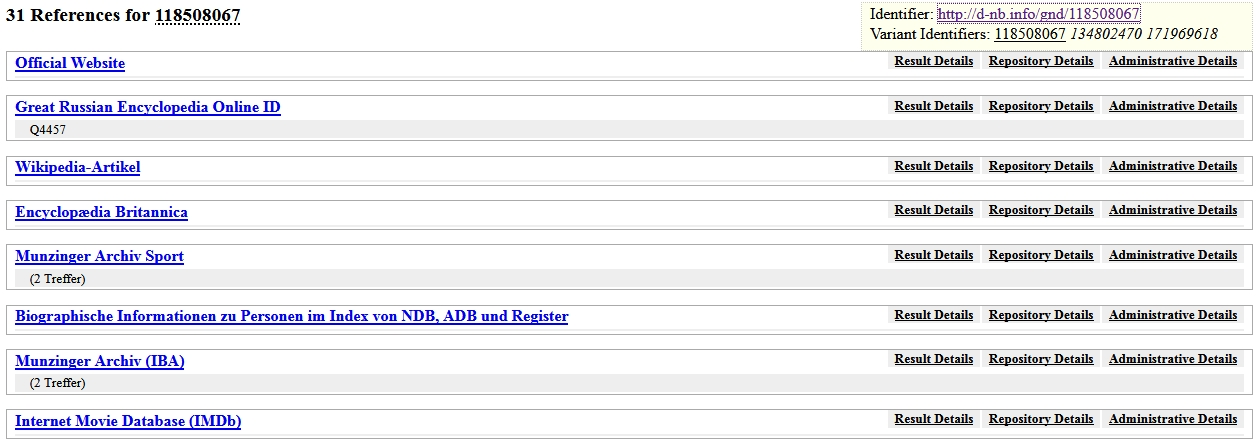
Zusammenführung verschiedener Quellen zu Franz Beckenbauer mittels des BEACON-Formats

Im Dezember 2012 wurde unter dem Namen Institutionenübergreifende Integration von Normdaten (IN2N) ein Kooperationsprojekt zwischen der Deutschen Nationalbibliothek (DNB) und dem Deutschen Filminstitut (DIF) gestartet. Ziel des von der Deutschen Forschungsgemeinschaft (DFG) geförderten Projektes ist es, Institutionen außerhalb des Bibliothekswesens bei der Nutzung der GND zu unterstützen und in die Erschließung einzubeziehen. Unter anderem wurden im Rahmen des Projektes bereits die Datensätze aus filmportal.de mit den Personenartikeln aus Wikipedia abgeglichen.
Ende 2014 wurden die Normdaten des DIF in die GND eingespielt. In den Monaten davor wurden unter anderem bereits Daten des Ibero-Amerikanischen Instituts (Berlin) und der Forschungsstelle Osteuropa an der Universität Bremen in die GND übernommen. Seit dem 6. Mai 2016 können Wikipedianer, die an einer entsprechenden Schulung teilgenommen haben, über das „GND-Webformular“ Normdaten für Personen anlegen. Die dazugehörige Bibliothekskennung lautet Wikimedia Deutschland (DE-B1592).
Das Projekt „ORCID DE“ widmete sich von 2016 bis 2022, unter der Förderung der Deutschen Forschungsgemeinschaft, der Verknüpfung der GND mit ORCID. Diese Arbeiten werden im Jahr 2023 im Projekt „PID Network“ fortgeführt.